# Ett kosmos utan gräns och slut
Ett kosmos utan gräns och slut är en psalm med engelsk text och musik skriven omkring 1567 av Thomas Tallis eller 1621 av Thomas Ravenscroft. Texten översattes till svenska 1978 av Lars Åke Lundberg.

## Publicerad i
- Psalmer och Sånger 1987 som nr 356 under rubriken "Fader, Son och Ande - Gud, vår Skapare och Fader".[1]